# باشگاه فوتبال کوسیسی
باشگاه فوتبال کوسیسی (فنلاندی: FC Kuusysi) یک باشگاه فوتبال در شهر لاهتی، فنلاند است.
این باشگاه که در سال ۱۹۳۴ تأسیس شده سابقه ۵ قهرمانی در لیگ برتر فوتبال فنلاند را در کارنامه دارد.